# Antonín Panenka
Antonín Panenka (ur. 2 grudnia 1948 w Pradze) – czeski piłkarz, występujący na pozycji ofensywnego pomocnika.
Przez większą część kariery grał w klubie Bohemians 1905, do którego dołączył w 1959 roku. W 1981 Panenka odszedł z praskiego klubu do austriackiego Rapidu Wiedeń, gdzie zdobył Puchar Austrii i dwa razy wywalczył mistrzostwo kraju. W 1985 roku Rapid doszedł do finału Pucharu Zdobywców Pucharów, w którym Panenka wszedł z ławki rezerwowych, a jego klub przegrał 3-1 z Evertonem. Rok później Panenka przeniósł się do VSE St. Pölten, gdzie grał jeszcze dwa sezony, by później zostać trenerem Bohemians Praga.
Stał się popularny po tym, jak w finale mistrzostw Europy 1976 z drużyną RFN w serii rzutów karnych strzelił decydującą jedenastkę. Sposób wykonania tego rzutu karnego jest do dziś kojarzony z czeskim piłkarzem – Panenka wziął długi rozbieg, zasymulował silne uderzenie, czym zmylił niemieckiego bramkarza Seppa Maiera, po czym lekkim, technicznym strzałem posłał piłkę w środek bramki, ustalając wynik rzutów karnych na 5-3.
Aktualnie (III 2023) prezes klubu Bohemians 1905.

## Odznaczenia
- Medal Za zasługi I stopnia – 2008[2]